# Hermetia hunteri
Hermetia hunteri is een vliegensoort uit de familie van de Stratiomyidae. De wetenschappelijke naam van de soort is voor het eerst geldig gepubliceerd in 1909 door Coquillett.